# Moiré striolé
Pour les articles homonymes, voir Moiré.
Erebia montana
Espèce
Statut de conservation UICN

 LC  : Préoccupation mineure
Le Moiré striolé (Erebia montana) est un lépidoptère appartenant à la famille des Nymphalidae, à la sous-famille des Satyrinae et au genre Erebia.

## Dénomination
Erebia montana a été nommé par Leonardo De Prunner en 1798.

### Synonymes
Papilio montana de Prunner, 1798 ; Erebia goante ; Erebia homole Fruhstorfer, 1918 ; Papilio goante Esper, 1805,. Erebia montanus von Prunner, 1798.

### Noms vernaculaires
Le Moiré striolé se nomme Marbled Ringlet en anglais.

## Description
Le Moiré striolé est un petit papillon marron foncé à large bande postdiscale orange avec deux ocelles pupillés de blanc à l'apex de l'aile antérieure et un ou deux autres peu visibles, ainsi qu'une ligne de trois ou quatre ocelles aux postérieures.
Le revers de l'aile antérieure est roux bordé de brun avec ses deux ocelles à l'apex et une ondulation de la bordure alors que le revers des postérieures est marron chiné à veines blanches très marquées.

## Biologie

### Période de vol et hivernation
L'imago vole de mi-juillet à mi-septembre.

### Plantes hôtes
Les plantes hôtes des chenilles sont des graminées, Nardus stricta, Festuca ovina et Festuca alpina.

## Écologie et distribution
Il est présent dans les Alpes en France, Suisse et Italie et dans les et Apennins.
En France métropolitaine il est présent dans les Alpes, dans les départements de Savoie, Haute-Savoie, Isère, Drôme, Hautes-Alpes et Alpes-de-Haute-Provence.

### Biotope
Il réside sur les pentes où poussent des graminées entre 1 650 et 2 100 m.

### Protection
Pas de statut de protection particulier.

### Liens taxonomiques
- (en) Fauna Europaea : Erebia montanus (de Prunner, 1798) (consulté le 25 mars 2023) - synonyme
- (en) NCBI : Erebia montana (taxons inclus)
- (en) UICN : espèce Erebia montana (consulté le 26 mai 2015)